# صنف دوائي
الصنف الدوائي هو عبارة عن مجموعة من الأدوية التي لها بُنَى كيميائية مماثلة، آلية عمل مماثلة (أي أنها ترتبط بالمستهدف الحيوي نفسه) أو طريقة عمل مشابهة، و/أو أنها تستخدم لعلاج نفس المرض.
في العديد من أنظمة تصنيف الدواء المنتشرة، تُستخدم هذه الأنواع الأربعة من التصنيفات لتشكيل تسلسل هرمي. فعلى سبيل المثال، الألياف عبارة عن صنف كيميائي من الأدوية (أحماض كربوكسيلية متقابلة الزمر) التي تتشارك بآلية عمل واحدة (ناهض لمستقبل مكاثر البيروكسيسوم المنشط - PPAR agonist)، وبطريقة عمل واحدة (تقلل من مستوى ثلاثي الغليسريد في الدم)، وتستخدم لمنع وعلاج نفس المرض (التصلب العصيدي).
وبشكل معاكس، فليس كل ناهض لمُستَقبِل مكاثر البيروكسيسوم المنشط عبارة عن ألياف، وليس كل ما يستخدم لتقليل مستوى ثلاثي الغليسريد في الدم هو عبارة عن ناهض لمُستَقبِل مكاثر البيروكسيسوم المنشط، وليس كل الأدوية التي تُستخدم لعلاج التصلب العصيدي هي عبارة عن عوامل مقللة لمستوى ثلاثي الغليسريد في الدم.

## نُظُم شاملة
- نظام التصنيف الكيميائي العلاجي الترشيحي (ATC) - الأكثر استخداماً عالمياً. يجمع بين التصنيف باستخدام الجهاز العضوي (على سبيل المثال: الجهاز العصبي، التنفسي، الهضمي...) وباستخدام الخواص العلاجية، الدوائية، والكيميائية.
- التسمية الممنهجة للطب (SNOMED) - يتضمن قسما مكرساً للتصانيف الدوائية.

## الصنف الكيميائي
أمثلة على التصانيف دوائية التي تعتمد على البُنى الكيميائية تشمل: 

## آلية العمل
التصانيف الدوائية التي لها آلية عمل جزيئية مشتركة من خلال تغيير نشاط مستهدف حيوي معين.  التعريف الخاص بآلية العمل يشمل أيضاً نوع النشاط الذي يحدث عند المستهدف الحيوي. فمثلاً عند المستقبلات، هذه الأنشطة تتضمن العامل الناهض والمناهض والناهض المعكوس، والمعدل (modulator). الآليات المستهدِفة للإنزيمات تشمل العامل المنشط والمثبط. معدِّلات القناة الأيونية تشمل العامل الفاتح (opener) والمغلق (blocker). ما يلي عبارة عن أمثلة معينة لتصانيف دوائية والتي تُعرَّف بناءً على آليات عمل محددة.

## طريقة العمل
التصانيف الدوائية التي تُعرَّف بناءً على طُرُق عمل مشتركة على مستوى الخلية تشمل:

## الصنف العلاجي
التصانيف الدوائية التي تُعرَّف بناءً على استخدامهم العلاجي تشمل:

## التصانيف المدمجة
بعض التصانيف الدوائية تم دمجها باستخدام هذه المبادئ الثلاثة لتُلبِّي حاجات عملية. الصنف الدوائيمضاد الالتهاب اللاستيرويدي (NSAIDs) هو مثال على ذلك. وعلى وجه الدقة، وتاريخياً أيضاً، فإن الصنف الأوسع من مضادات الالتهاب يشمل أيضاً مضادات التهاب ستيرويدية. هذه الأدوية كانت في الواقع مضادات الالتهاب المسيطرة خلال عقد من الزمن والذي قاد إلى التعريف بمصطلح «مضادات التهاب لاستيرويدية». بسبب السمعة الكارثية لأدوية الكورتيكوسيترويد في الخمسينات من القرن الماضي، أصبح المصطلح الجديد، والذي يعطي إشارة إلى أن مضاد الالتهاب ليس ستيرويد، رائجاً بسرعة. ولهذا فإن الصنف الدوائي «مضادات الالتهاب اللاستيرويدية» مكون من العنصر «مضادات الالتهاب» والذي يشير إلى آلية عمل هذا الصنف، ومكون من العنصر «اللاستيرويدية» والذي يفصل هذا الصنف عن الأدوية الأخرى التي لها نفس آلية العمل. وبشكل مماثل، فإنه من الممكن لأحدهم بأن يجادل حول كون مصطلح "مضادات الروماتيزم والمعدلة لسير المرض" مكون من العنصر «المعدل لسير المرض» والذي يشير وإن كان بشكل مبهم إلى آلية العمل، ومكون من العنصر «مضاد الروماتيزم» والذي يشير إلى الاستخدام العلاجي للدواء.
- مضادات الالتهاب اللاستيرويدية (NSAID)
- مضادات الروماتيزم المعدلة لسير المرض (DMARD)[5]

## سمات
- نظام تصنيف الصيدلانيات البيولوجية - اعتماداً على قابلية الذوبان والنفاذية المعوية.

## التصنيف القانوني
- للتصنيف القانوني في المملكة المتحدة ارجع إلى: الأدوية الخاضعة لقانون إساءة استعمال الدواء في المملكة المتحدة.
- للتصنيف القانوني في الولايات المتحدة ارجع إلى: قانون المواد الخاضعة للمراقبة § جداول المواد الخاضعة للمراقبة.
- فئة السلامة أثناء الحمل تُعرَّف باستخدام عدة أنظمة من قِبَل أنظمة قضائية مختلفة.

## وصلات خارجية
- "Drug names and classes". PubMed Health. United States National Library of Medicine. مؤرشف من الأصل في 2014-03-23. اطلع عليه بتاريخ 2015-11-07.
- "Information by Drug Class". Drug Safety and Availability. United States Food and Drug Administration. مؤرشف من الأصل في 2018-10-01. اطلع عليه بتاريخ 2015-11-07.